# Терещенко Роман Миколайович
Роман Миколайович Терещенко (*27 квітня 1927, Київ - 10 серпня 2013) — український перекладач, журналiст. Син відомого перекладача та поета Миколи Iвановича Терещенка. Заслужений працівник культури України, член Союзу письменникiв України, Член Союзу журналiстiв України.

## Життєпис
Народився у 1927 році у Києві. Батько - Микола Iванович Терещенко, поет, перекладач, письменник, публiцист, громадський дiяч. Мати - Дзевалтовська Оксана Романiвна, вихованка Київського iнституту шляхетних дiвчат, дружина поета i домогосподарка. 
Роман Миколайович закiнчив факультет міжнародних відносин Київського державного університету ім. Т. Г. Шевченка. Працював в галузі художнього перекладу з французької, польської, російської мов. У його перекладах та переказах вийшли твори Ш. Перро, А. Дюма, Гі де Мопассана, П. Гамарра, П. Берна, А. Стіля, Ш. Вільдрака, С. Лема, В. Катаєва, Л. Зоріна, К. Паустовського, М. Вірти, Я. Апушкіна, В. Чивиліхіна, В. Нємцова, В. Баникіна тощо.